# هانراو-هادمارشن
هانراو-هادمارشن (به آلمانی: Hanerau-Hademarschen) یک شهر در آلمان است که در Mittelholstein واقع شده‌است. هانراو-هادمارشن ۳٬۰۸۰ نفر جمعیت دارد.